# Hokuriku-Shin’etsu
Hokuriku-Shin’etsu (jap. 北陸信越地方, -chihō) bzw. kurz Hokushin’etsu (北信越地方, -chihō) ist eine japanische Region, die sich aus den Regionen Shin’etsu und Hokuriku zusammensetzt und damit wiederum Teil der Region Chūbu ist.
Sie umfasst die Präfekturen Toyama, Ishikawa, Fukui, Niigata und Nagano, die alle bis auf Nagano am Japanischen Meer liegen.
Die Region bildet auch einen eigenen Wahlkreisblock bei den Unterhauswahlen.

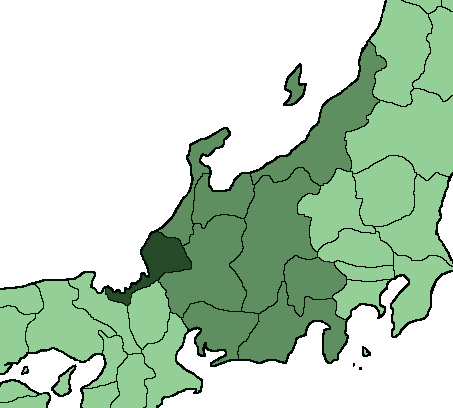
Präfektur Fukui in Chūbu
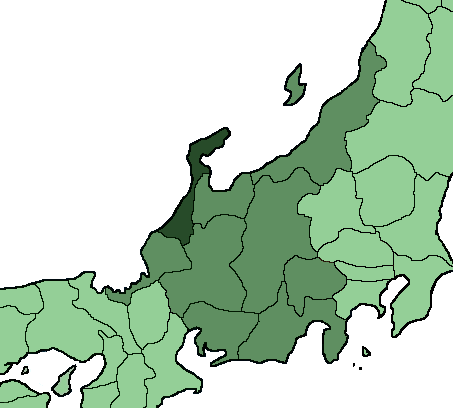
Präfektur Ishikawa in Chūbu
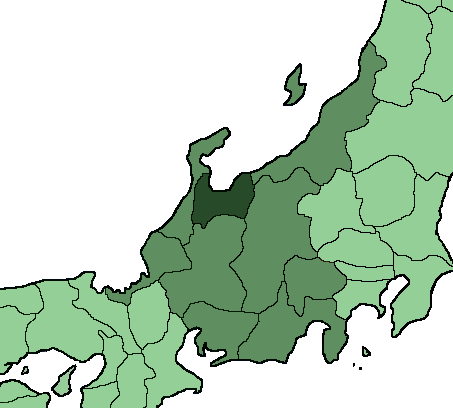
Präfektur Toyama in Chūbu
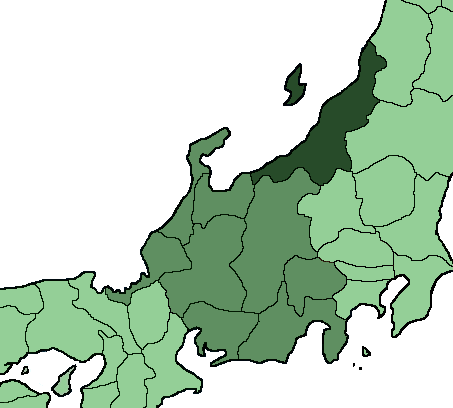
Präfektur Niigata in Chūbu
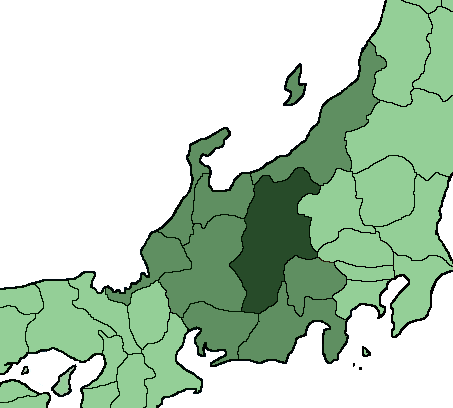
Präfektur Nagano in Chūbu